# 1910 (numero)
Millenovecentodieci (1910) è il numero naturale dopo il 1909 e prima del 1911.

## Proprietà matematiche
- È un numero pari.
- È un numero composto da 8 divisori: 1, 2, 5, 10, 191, 382, 955, 1910. Poiché la somma dei suoi divisori (escluso il numero stesso) è 1546 < 1910, è un numero difettivo.
- È un numero sfenico.
- È un numero palindromo nel sistema posizionale a base 9 (2552).
- È un numero congruente.
- È un numero intero privo di quadrati.
- È un numero malvagio.
- È parte delle terne pitagoriche (1146, 1528, 1910), (1910, 4584, 4966), (1910, 36456, 36506), (1910, 182400, 182410), (1910, 912024, 912026).

## Astronomia
- 1910 Mikhailov è un asteroide della fascia principale del sistema solare.

## Astronautica
- Cosmos 1910 è un satellite artificiale russo.